# ادمزویل (اوتا)
ادمزویل، اوتا (به انگلیسی: Adamsville, Utah) در ایالات متحده آمریکا است که در یوتا واقع شده‌است.

## خصوصیات
ادمزویل ۱٬۶۸۴٫۹۵ متر بالاتر از سطح دریا واقع شده‌است.